# 米湾水库
米湾水库是中国河南省平顶山市鲁山县仓头乡境内的一座水库，位于七里河上，建于1963年。水库正常库容为638万立方米，集雨面积为18平方千米，海拔为201米。